# Maccarese Nord
Maccarese Nord är Roms fyrtiotredje zon och har beteckningen Z. XLIII. Zonen Maccarese Nord bildades år 1961. 
Maccarese Nord gränsar till kommunen Fiumicino och zonen Castel di Guido.